# Metropolis Records
Metropolis Records är ett amerikanskt skivbolag med kontor i Philadelphia, USA som grundades av Dave Heckman. De har huvudsakligen fokus på artister inom EBM, industrial, darkwave och synthpop samt närliggande genrer.
De första artisterna började signas 1995 och efter att bolaget tog över många artister som tidigare legat på Wax Trax! Records, bland annat Front 242 och Frontline Assembly. Bland de mer kända banden finns KMFDM, Juno Reactor, Das Ich, Mindless Self Indulgence och VNV Nation.
Metropolis Records fungerar även som amerikansk distributör för många europeiska band (såsom norska Combichrist).

## Artister
- 16 Volt
- Accessory
- The A.K.A.s (Are Everywhere!)
- Alphaville
- Amduscia
- And One
- Angels and Agony
- Angelspit
- Apoptygma Berzerk
- À Rebours
- Assemblage 23
- Babyland
- backandtotheleft
- Battery Cage
- Bauhaus
- Bella Morte
- Blutengel
- The Birthday Massacre
- Cesium_137
- Claire Voyant
- Cleaner
- Client
- Combichrist
- Covenant
- Das Ich
- Decoded Feedback
- Delaware
- Diary of Dreams
- Dismantled
- Electric Six
- Epoxies
- Excessive Force
- Fictional
- Flesh Field
- Front 242
- Front Line Assembly
- Funker Vogt
- Gary Numan
- Grendel
- Hanzel und Gretyl
- IAMX
- Icon of Coil
- Informatik
- In Strict Confidence
- Imperative Reaction
- Julien-K
- Juno Reactor
- KEN
- Kevorkian Death Cycle
- KMFDM
- Lights of Euphoria
- London After Midnight
- Mesh
- Mindless Faith
- Mindless Self Indulgence
- mind.in.a.box
- Moving Units
- PIG
- Psyclon Nine
- Seabound
- Specimen
- Suicide Commando
- System Syn
- Terrorfakt
- TheStart
- VNV Nation
- Velvet Acid Christ
- Wolfsheim
- Wumpscut

## Utgivning
- MET580. KMFDM, Blitz.
- MET583. Wumpscut: Fuckit.
- MET584. Funker Vogt, Warzone K17.
- MET595. The Birthday Massacre: Show and Tell.